# 江戸相撲安永6年4月場所
江戸相撲安永6年4月場所（えどすもうあんえい6ねん4がつばしょ）は、安永6年（1777年）4月に開催された江戸相撲（大相撲の前身）の本場所。興行場所は深川八幡神社。

## 幕内番付・星取表
| 東               | 東                  | 東             | 番付      | 西               | 西            | 西   |
| 備考             | 成績                | 力士名         | 番付      | 力士名           | 成績          | 備考 |
| ---------------- | ------------------- | -------------- | --------- | ---------------- | ------------- | ---- |
| 新大関（第54代） | 全休                | 砥並山磯右エ門 | 大関      | 楯ヶ崎峰右エ門   | 全休          |      |
|                  | 3勝1敗1分1無勝負2休 | 天津風定右エ門 | 関脇      | 谷風梶之助       | 2勝1敗5休     |      |
|                  | 2勝3敗1分1預1休     | 石見潟丈右エ門 | 小結      | 十万ノ海捷右エ門 | 2勝4分2休     |      |
|                  | 全休                | 雪見山鉄右エ門 | 前頭筆頭  | 越ノ海勇藏       | 2勝1敗3分2休  |      |
|                  | 2勝4敗1分1預        | 黒岩川右エ門   | 前頭2枚目 | 屏風嶽岡右エ門   | 3敗5休        |      |
|                  | 4敗3分1休           | 風師山龍右エ門 | 前頭3枚目 | 稲川政右エ門     | 6勝1無勝負1休 |      |
|                  | 3勝1分4休           | 沖津風浪右エ門 | 前頭4枚目 | 虹ヶ嶽杣右エ門   | 3勝3敗2分     |      |

## 備考
- この時代の江戸相撲においては優勝力士という概念は存在していないが、後に定められた優勝制度を遡って準用することができる。本場所においては、稲川が優勝相当となる。